# Dead End: El parque del terror

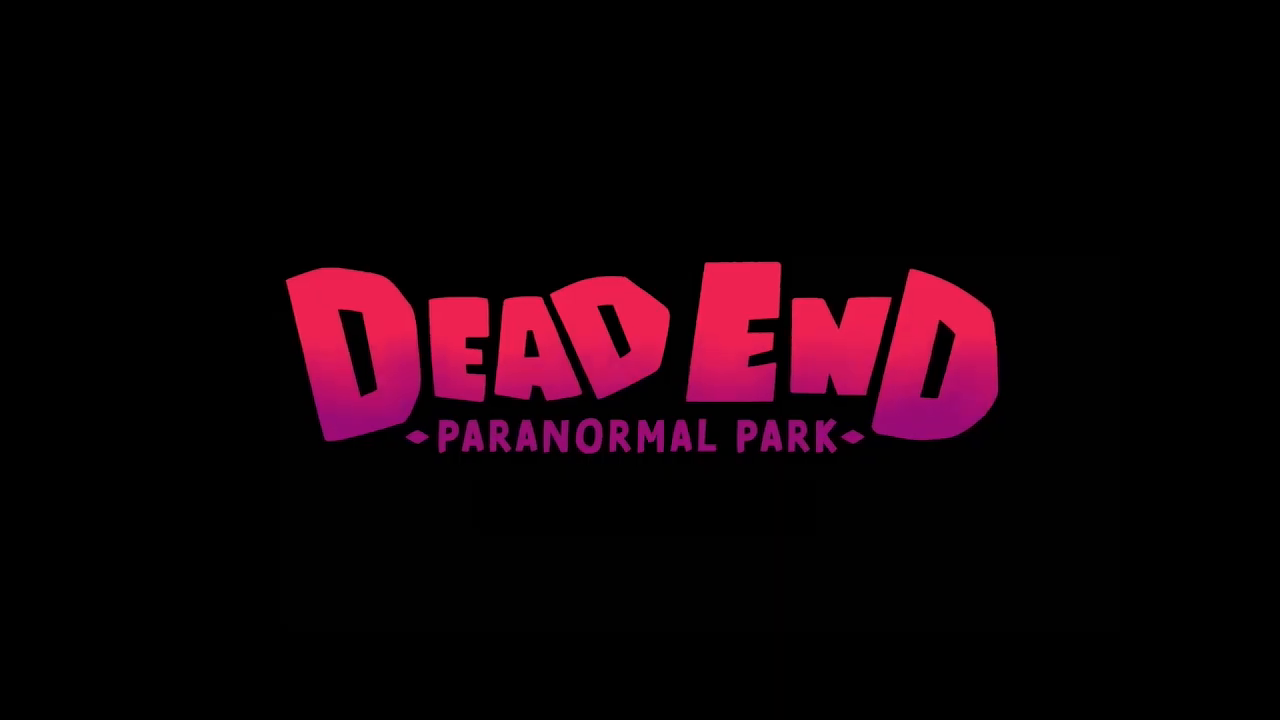
Logo de la serie

Dead End: Paranormal Park (Dead End: El Parque Del Terror en Hispanoamérica y El Punto Muerto: Un Parque Paranormal en España), estilizado como DeadEndia, es una serie web de comedia de terror y fantasía estadounidense creada por Hamish Steele. Se basa en las novelas gráficas del mismo nombre de Steele y el corto Dead End de las compañías web Cartoon Hangover's y Too Cool! Cartoons.
Producida por Blink Industries, la serie se estrenó en Netflix en 16 de junio de 2022. Una segunda temporada se estrenó el 13 de octubre de 2022, el 13 de enero de 2023 se anunció que la serie fue cancelada.

## Premisa
La serie sigue la historia de un grupo de empleados (Barney y Norma) que trabajan en una casa embrujada en un parque temático durante el verano que podría ser un portal al infierno. A ambos se unen Pugsley y Courtney mientras se enfrentan a zombis, presentadores de programas de juegos, brujas y enamoramientos.

## Personajes
- Barney (con la voz de Zach Barack[11]), un joven trans que trabaja en la casa encantada.
- Norma (con la voz de Kody Kavitha[12]), un personaje neurodiverso que trabaja en la casa encantada con Barney.
- Pugsley (expresado por Alex Brightman[1]), un perro mágico que habla.
- Courtney (con la voz de Emily Osment[13]), un ángel "caído" de mil años.
- Pauline Phoenix (expresada por Clinton Leupp[14])
- Logs (con la voz de Kenny Tran[15])
- Badyah (voz de Kathreen Khavari[16])

## Producción, desarrollo y lanzamiento
El 17 de agosto de 2020, Steele explicó cómo el programa cambió de su versión original de Cartoon Hangover en 2014, y las novelas gráficas que lo siguieron, y afirmó que está agradecido con los showrunners que lucharon por los personajes LGBTQ en sus programas, y agregó que no hubo «absolutamente ningún rechazo de Netflix sobre la representación», mientras describía a Barney como un personaje masculino trans. También esperaba que el programa ayudara a «más creadores trans a tener la oportunidad de contar sus historias» mientras insinúa otros personajes LGBTQ en el programa además de Barney. En otra entrevista, se mostró agradecido con la ejecutiva Annie Liu por permitirles tener diversidad en el programa mientras lo impulsaba, y lo empujaba a «contar la historia que quiero contar». Además, afirmó que todos los guiones son revisado por GLAAD y dijo que no podía esperar a que la gente conociera a Barney. Althea Aseoche y Krystal Georgiou son guionistas mientras Ash Jiangwu es un revisionista de la historia y Furquan Akhtar, Elijah W Harris y Jen Bardekoff son los escritores del programa. Aparte de estas personas, Jen Rudin fue ejecutiva de casting para el programa.

## Episodios
| Temporada | Temporada | Episodios | Episodios | Lanzamiento original  | Lanzamiento original  |
| --------- | --------- | --------- | --------- | --------------------- | --------------------- |
|           | 1         | 10        | 10        | 16 de junio de 2022   | 16 de junio de 2022   |
|           | 2         | 10        | 10        | 13 de octubre de 2022 | 13 de octubre de 2022 |

### Primera temporada (2022)
| N.º en serie | N.º en temp. | Título                                   | Escrito por                      | Guion gráfico por                                               | Fecha de lanzamiento original |
| ------------ | ------------ | ---------------------------------------- | -------------------------------- | --------------------------------------------------------------- | ----------------------------- |
| 1            | 1            | «The Job»                                | Nicole Paglia y Hamish Steele    | Adrian Maganza y Oliver Hamilton                                | 16 de junio de 2022           |
| 2            | 2            | «The Tunnel»                             | Nicole Paglia y Elijah W. Harris | Max Loubaresse y James Lancett                                  | 16 de junio de 2022           |
| 3            | 3            | «Trust Me»                               | Furquan Akhtar                   | Eva Figueroa López y Toby Parry                                 | 16 de junio de 2022           |
| 4            | 4            | «Night of the Living Kids»               | Jen Bardekoff                    | Krystal Georgiou y Dan Hamman                                   | 16 de junio de 2022           |
| 5            | 5            | «The Nightmare Before Christmas in July» | Mia Resella                      | Oliver Hamilton y James Lancett                                 | 16 de junio de 2022           |
| 6            | 6            | «Wait Time: 22 Minutes»                  | Brydie Lee-Kennedy               | Althea Aseoche y Bianca Ansems                                  | 16 de junio de 2022           |
| 7            | 7            | «Norma Khan: Paranormal Detective»       | Nicole Paglia                    | Eva Figueroa López, Toby Parry y Max Loubaresse                 | 16 de junio de 2022           |
| 8            | 8            | «The Pauline Phoenix Experience»         | Brydie Lee-Kennedy               | Krystal Georgiou y Dan Hamman                                   | 16 de junio de 2022           |
| 9            | 9            | «The Phantom of the Theme Park»          | Hamish Steele y Jen Bardekoff    | Eva Figueroa López, Althea Aseoche y James Lancett              | 16 de junio de 2022           |
| 10           | 10           | «Into the Fire»                          | Nicole Paglia                    | Toby Parry, Oliver Hamilton, Bianca Ansems y Eva Figueroa López | 16 de junio de 2022           |

### Segunda temporada (2022)
| N.º en serie | N.º en temp. | Título                      | Dirigido por | Escrito por                          | Fecha de lanzamiento original |
| ------------ | ------------ | --------------------------- | ------------ | ------------------------------------ | ----------------------------- |
| 11           | 1            | «Take the Angels Bowling»   | Liz Whitaker | Nicole Paglia                        | 13 de octubre de 2022         |
| 12           | 2            | «Evil Twins Are People Too» | Liz Whitaker | Jen Bardekoff                        | 13 de octubre de 2022         |
| 13           | 3            | «The Trials of Barney»      | Liz Whitaker | Elijah W. Harris                     | 13 de octubre de 2022         |
| 14           | 4            | «Eat the Parents»           | Liz Whitaker | Furquan Akhtar                       | 13 de octubre de 2022         |
| 15           | 5            | «The Ride of a Lifetime»    | Liz Whitaker | Brydie Lee-Kennedy                   | 13 de octubre de 2022         |
| 16           | 6            | «My Super Sweet 1600»       | Liz Whitaker | Mia Resella                          | 13 de octubre de 2022         |
| 17           | 7            | «All Dolled Up»             | Liz Whitaker | Jen Bardekoff                        | 13 de octubre de 2022         |
| 18           | 8            | «The Other Side»            | Liz Whitaker | Mia Resella                          | 13 de octubre de 2022         |
| 19           | 9            | «Going Up»                  | Liz Whitaker | Nicole Paglia y Divya Sachdeva-Malde | 13 de octubre de 2022         |
| 20           | 10           | «The Watcher's Test»        | Liz Whitaker | Hamish Steele                        | 13 de octubre de 2022         |